# Baloghia pininsularis
Baloghia pininsularis är en törelväxtart som beskrevs av André Guillaumin. Baloghia pininsularis ingår i släktet Baloghia och familjen törelväxter. Inga underarter finns listade i Catalogue of Life.